# Vladimir Cupara
Vladimir Cupara (Belgrado, 19 de febrero de 1994) es un jugador de balonmano serbio que juega de portero en el Dinamo Bucarest. Es internacional con la selección de balonmano de Serbia.
Debutó con la selección serbia en 2016 a la edad de 22 años, tras ser una de las sensaciones del Ademar León.

## Palmarés

### Kielce
- Liga de Polonia de balonmano (1): 2019
- Copa de Polonia de balonmano (1): 2019

### Veszprém
- Liga SEHA (3): 2020, 2021, 2022
- Liga húngara de balonmano (1): 2023
- Copa de Hungría de balonmano (3): 2021, 2022, 2023

### Dinamo Bucarest
- Liga Națională (1): 2024
- Copa de Rumania de balonmano (1): 2024

## Clubes
- Estrella Roja ( -2015)
- Club Balonmano Ademar León (2015-2018)[4]
- Vive Kielce (2018-2019)
- MKB Veszprém (2019-2023)
- Dinamo Bucarest (2023- )